# Åstjärnen (Dals socken, Ångermanland, 699779-159363)
Åstjärnen är en sjö i Kramfors kommun i Ångermanland och ingår i Ångermanälven-Gådeåns kustområde.